# Ghani Yalouz
Abdelghani Yalouz (Casablanca, Marruecos, 28 de diciembre de 1968) es un deportista francés de origen marroquí que compitió en lucha grecorromana.
Participó en tres Juegos Olímpicos de Verano, obteniendo la medalla de plata en Atlanta 1996, en la categoría de 68 kg, el quinto lugar en Barcelona 1992 y el 11.º lugar en Sídney 2000.
Ganó tres medallas en el Campeonato Mundial de Lucha entre los años 1989 y 1994, y seis medallas en el Campeonato Europeo de Lucha entre los años 1989 y 1996.

## Palmarés internacional
| Juegos Olímpicos   | Juegos Olímpicos         | Juegos Olímpicos  | Juegos Olímpicos |
| Año                | Lugar                    | Medalla           | Categoría        |
| ------------------ | ------------------------ | ----------------- | ---------------- |
| 1996               | Atlanta (Estados Unidos) | Medalla de plata  | 68 kg            |
| Campeonato Mundial |                          |                   |                  |
| Año                | Lugar                    | Medalla           | Categoría        |
| 1989               | Martigny (Suiza)         | Medalla de plata  | 68 kg            |
| 1993               | Estocolmo (Suecia)       | Medalla de bronce | 68 kg            |
| 1994               | Tampere (Finlandia)      | Medalla de plata  | 68 kg            |
| Campeonato Europeo |                          |                   |                  |
| Año                | Lugar                    | Medalla           | Categoría        |
| 1989               | Oulu (Finlandia)         | Medalla de bronce | 68 kg            |
| 1990               | Poznań (Polonia)         | Medalla de bronce | 68 kg            |
| 1992               | Copenhague (Dinamarca)   | Medalla de oro    | 68 kg            |
| 1994               | Atenas (Grecia)          | Medalla de plata  | 68 kg            |
| 1995               | Besanzón (Francia)       | Medalla de oro    | 68 kg            |
| 1996               | Budapest (Hungría)       | Medalla de bronce | 68 kg            |